# Orthochirus formozovi
Espèce
Orthochirus formozovi est une espèce de scorpions de la famille des Buthidae.

## Distribution
Cette espèce se rencontre au Turkménistan, en Iran, en Afghanistan et au Tadjikistan.

## Description
Le mâle holotype mesure 28,37 mm et la femelle paratype 34,16 mm.

## Étymologie
Cette espèce est nommée en l'honneur de Nikolai A. Formozov (1955-).

## Publication originale
- Kovařík, Fet & Yağmur, 2020 : « Further review of Orthochirus Karsch, 1892 (Scorpiones: Buthidae) from Asia: taxonomic position of O. melanurus, O. persa, O. scrobiculosus, and description of six new species. » Euscorpius, vol. , no 318, p. 1-78 (texte intégral).